# Für Ettlingen
Für Ettlingen e. V. (FE) ist eine im Jahr 2003 gegründete Wählergemeinschaft in der Stadt Ettlingen, Baden-Württemberg, die bei der Kommunalwahl am 13. Juni 2004 auf Anhieb mit neun Sitzen zweitstärkste Kraft im Ettlinger Gemeinderat wurde und zudem bei der Kreistagswahl des Landkreises Karlsruhe einen Sitz errang.
Ziele waren, die absolute Mehrheit der CDU zu brechen und eine Mehrheit des Bündnisses aus SPD, GRÜNEN und FDP („Ampel“) zu verhindern. Beide Ziele wurden erreicht.
Prominentester Kandidat war der Fußballtrainer Winfried Schäfer, der in den Gemeinderat gewählt wurde und von allen angetretenen Kandidaten die meisten Stimmen erhielt. Durch seine hohe Stimmenzahl konnte die „FE“ vier Überhangmandate erzielen. Dieses Ergebnis konnte bei den folgenden Wahlen nicht mehr erreicht werden.
Zur Kommunalwahl 2019 trat Für Ettlingen (FE) in einer gemeinsamen Liste mit den Freien Wählern (FW) an; die Listenverbindung konnte 5 Ratssitze erringen. Die beiden Wählergruppen hatten im Stadtrat bereits seit Januar 2018 eine Fraktionsgemeinschaft gebildet (FE: 4 Sitze; FW: 3 Sitze), im Kreistag treten die Vereine unter dem Namen „Freie Wähler“ gemeinsam auf. Beide Gruppierungen sind Mitglied im Landesverband der Freien Wähler Baden-Württembergs.